# John Fremantle (5e baron Cottesloe)
John Tapling Fremantle (22 janvier 1927 - 21 mai 2018) est un baron britannique de la pairie du Royaume-Uni.

## Biographie

### Jeunesse

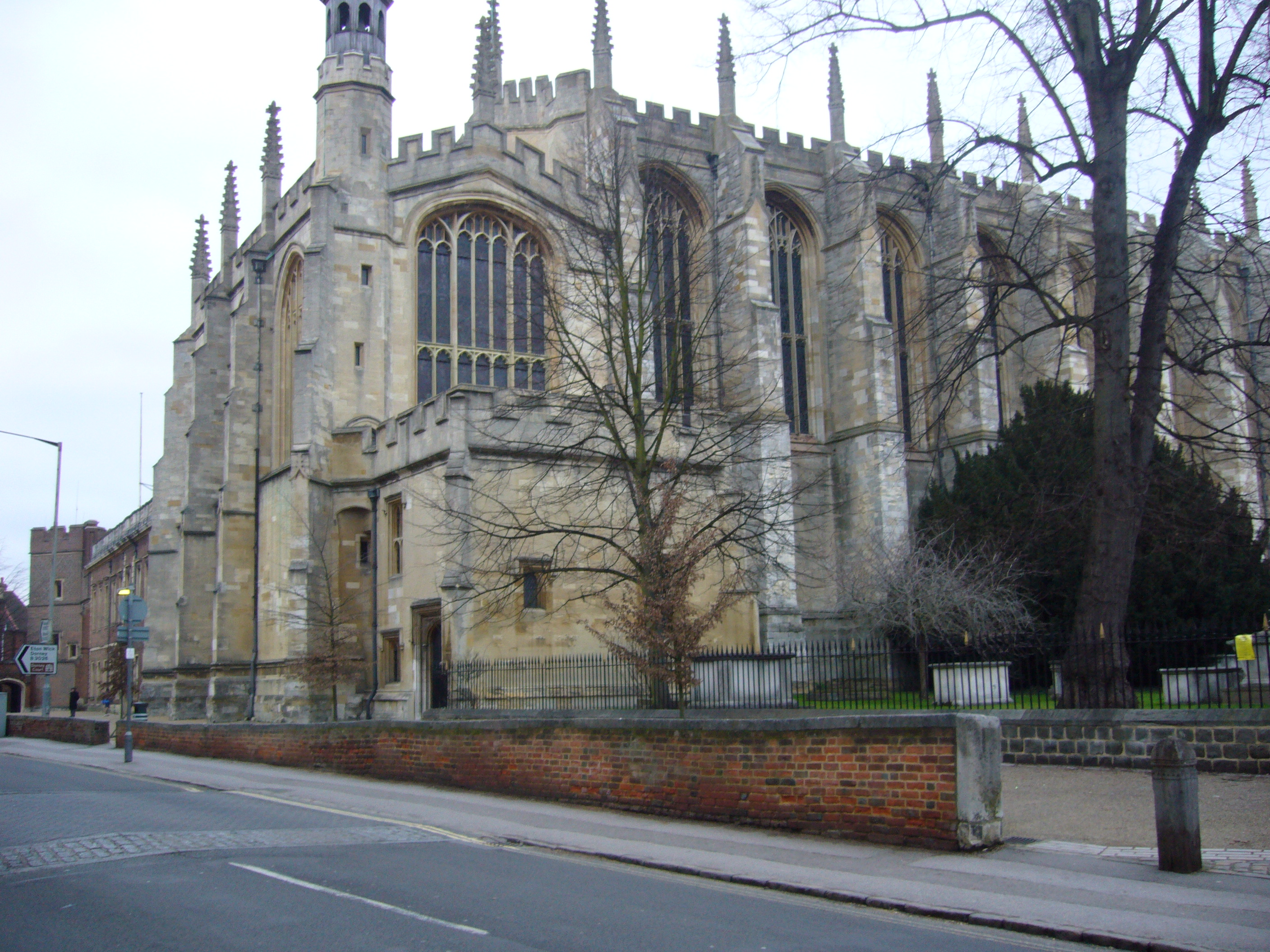
Collège Eton

John Fremantle est né le 22 janvier 1927, fils de John Fremantle (4e baron Cottesloe) (1900–1994) et de Lady Elizabeth Harris, fille de James Harris (5e comte de Malmesbury) et de Dorothy Gough-Calthorpe. Ses deux parents sont des descendants de membres loyalistes américains des familles hollandaises Schuyler et Van Cortlandt de l'Amérique du Nord britannique.
Fremantle fait ses études à la Summer Fields School et au Collège d'Eton.

### Carrière
Il suit la tradition familiale établie par son ancêtre l'amiral Thomas Fremantle et rejoint la Royal Navy en 1945. Il commande le HMS Palliser entre 1959 et 1961, se retirant de la marine en 1966 avec le grade de commandant. Il est haut shérif du Buckinghamshire en 1969.
Il hérite à la mort de son père en 1994 du titre de pairie britannique de baron Cottesloe. Il hérite également du titre noble autrichien de "baron Fremantle", qui est un titre autorisé au Royaume-Uni de son vivant par mandat du 27 avril 1932 . Il est Lord-lieutenant du Buckinghamshire entre 1984 et 1997.
Juge de paix du Buckinghamshire à partir de 1984, il réside à Swanbourne, où il est communément appelé « le commandant ».

### Vie privée
Il épouse Elizabeth Ann Barker, fille du lieutenant-colonel Henry Shelly Barker, le 26 avril 1958. Ils ont deux filles et un fils :
- Elizabeth Wynne Fremantle (née le 15 février 1959)
- Frances Ann Fremantle (née le 7 juin 1961)
- Thomas Henry Fremantle, 6e baron Cottesloe (né le 17 mars 1966)

Il est le beau-père de Iain Duncan Smith, qui est marié à sa fille, Elizabeth "Betsy" Fremantle, et ils ont quatre enfants.
Il est décédé le 21 mai 2018 à l'âge de 91 ans .